# Made in California
Made in California (1962–2012) es una compilación en box set de seis discos de The Beach Boys, editada el 27 de agosto de 2013. El box editado por Capitol y el packaging emula un anuario escolar. El set contiene temas que abarcan toda la carrera de la banda, incluyendo outtakes,  demos, lados B, rarezas, tomas alternativas y diferentes versiones, además de material inédito. Por ello es similar a la caja Good Vibrations: Thirty Years of The Beach Boys de 1993, que siguió una premisa parecida. Uno de los CD está dedicado especialmente a material en vivo.

## Lanzamiento
Originalmente fue anunciado para 2012, junto con el álbum doble Fifty Big Ones: Greatest Hits, sin embargo la edición de la caja fue retrasada. En la primavera de 2013 se había confirmado una fecha de edición para el 27 de agosto y el 11 de junio, se publicó la lista de ilustraciones y las pistas.
Gran parte del contenido de la caja cuenta con el trabajo inédito de los hermanos Wilson Dennis y Carl. La canción de Dennis, "(Wouldn't It Be Nice to) Live Again" había sido rechazada durante las sesiones de 1971 de Surf's Up debido a conflictos grupales.

## Promoción
Para promocionar el álbum, los fanáticos han tenido la oportunidad de contribuir a la producción de un video musical de "California Feelin'" a través de Tongal. El mismo servicio ofrece a los fanáticos la oportunidad de presentar una pista de guitarra solista de "Goin to the Beach", la pista del ganador se mezclara con la canción que posteriormente será distribuido en línea.

## Lista de canciones
Pistas marcadas con ♦ son exclusivas de Made in California. 

### CD 1 (1961–1965)
1. Home Recordings / "Surfin'" destacados de ensayo (editado - Mono de 2012) (Brian Wilson, Mike Love) - 2:58 ♦
2. "Surfin'" (Intro sesión - Mono) (B. Wilson, Love) - 2:27
3. "Their Hearts Were Full of Spring" (Demo - Mono) (Bobby Troup) - 2:37
4. "Surfin' Safari" (versión extendida original en mono) (B. Wilson, Love) - 2:17
5. "409" (versión extendida en sonido Mono) (B. Wilson, Love, Gary Usher) - 2:09
6. "Lonely Sea" (versión original extendida en mono) (B. Wilson, Usher)  ♦ - 2:39
7. "Surfin' U.S.A." (B. Wilson, Chuck Berry) - 2:28
8. "Shut Down" (mezcla estéreo 2003) (B. Wilson, Love, Roger Christian) - 1:51
9. "Surfer Girl" (B. Wilson) - 2:28
10. "Little Deuce Coupe" (B. Wilson, Christian) - 1:40
11. "Catch a Wave" (B. Wilson, Love) - 2:09
12. "Our Car Club"  (B. Wilson, Love) - 2:24
13. "Surfers Rule" (con sesión de intro) (B. Wilson, Love) - 2:37 ♦
14. "In My Room" (B. Wilson, Usher) - 2:14
15. "Back Home" (B. Wilson, Bob Norberg) - 2:22 ♦
16. "Be True to Your School" (versión de sencillo en mono) (B. Wilson, Love) - 2:11
17. "Ballad of Ole' Betsy" (B. Wilson, Christian) - 2:17
18. "Little Saint Nick" (versión de sencillo en estéreo) (B. Wilson, Love) - 2:01
19. "Fun, Fun, Fun" (nueva mezcla en estéreo) (B. Wilson, Love) - 2:14 ♦
20. "Little Honda" (B. Wilson, Love) - 1:53
21. "Don't Worry Baby" (mezcla en estéreo de 2009) (B. Wilson, Christian) - 2:51
22. "Why Do Fools Fall in Love" (mezcla en estéreo de 2009) (Morris Levy, Frankie Lymon) - 2:10
23. "The Warmth of the Sun" (nueva mezcla en estéreo) (B. Wilson, Love) - 3:04 ♦
24. "I Get Around" (con sesión de intro - Mono) (B. Wilson, Love) - 2:56 ♦
25. "Wendy" (mezcla en estéreo de 2007) (B. Wilson, Love) - 2:20
26. "All Summer Long" (mezcla en estéreo de 2007) (B. Wilson, Love) - 2:10
27. "Girls on the Beach" (B. Wilson, Love) - 2:25
28. "Don't Back Down" (B. Wilson, Love) - 1:44
29. "When I Grow Up (To Be a Man)" (mezcla en estéreo de 2012) (B. Wilson, Love) - 2:04
30. "All Dressed Up for School" (Mono) (B. Wilson) - 2:19
31. "Please Let Me Wonder" (mezcla en estéreo de 2007) (B. Wilson, Love) - 2:51
32. "Kiss Me, Baby" (mezcla en estéreo de 2000) (B. Wilson, Love) - 2:44
33. "In the Back of My Mind" (mezcla en estéreo de 2012) (B. Wilson, Love) - 2:14
34. "Dance, Dance, Dance" (mezcla en estéreo de 2003) (B. Wilson, Love, Carl Wilson) - 2:03

### CD 2 (1965–1967)
1. "Do You Wanna Dance?" (mezcla en estéreo de 2012) (Bobby Freeman) - 2:22
2. "Help Me, Rhonda" (versión de sencillo en mono) (B. Wilson, Love) - 2:48
3. "California Girls" (mezcla en estéreo de 2002) (B. Wilson, Love) - 2:46
4. "Amusement Parks USA" (una de las primeras versiones) (B. Wilson, Love) - 2:33 ♦
5. "Salt Lake City" (mezcla en estéreo de 2001) (B. Wilson, Love) - 2:03
6. "Let Him Run Wild" (mezcla en estéreo de 2007) (B. Wilson, Love) - 2:22
7. "Graduation Day" (extracto de sesión y toma máster, mezcla de 2012) (Joe Sherman, Noel Sherman) - 3:26 ♦
8. "The Little Girl I Once Knew" (Mono) (B. Wilson) - 2:34
9. "There's No Other (Like My Baby)" (mezcla de 2012 Unplugged con sesión de intro de Party!) (Phil Spector, Leroy Bates) - 4:21 ♦
10. "Barbara Ann" (mezcla en estéreo de 2012) (Fred Fassert) - 2:14
11. Radio Spot "Wonderful KYA" (Mono)) - 0:10
12. "Sloop John B" (mezcla en estéreo de 1996) (trad arr. B. Wilson, Al Jardine) - 3:00
13. "Wouldn't It Be Nice" (mezcla en estéreo de 2001) (B. Wilson, Love, Tony Asher) - 2:34
14. "God Only Knows" (mezcla en estéreo de 1996) (B. Wilson, Asher) - 2:56
15. "I Just Wasn't Made for These Times" (mezcla en estéreo de 1996) (B. Wilson, Asher) 3:21
16. "Caroline, No" (mezcla en estéreo de 1996) (B. Wilson, Asher) - 2:20
17. "Good Vibrations" (Mono) (B. Wilson, Love) - 3:37
18. "Our Prayer" (mezcla en estéreo de The Smile Sessions de 2012) (B. Wilson) - 1:08 ♦
19. "Heroes and Villains: Part 1" (The Smile Sessions mezcla mono) (B. Wilson, Van Dyke Parks) - 3:09
20. "Heroes and Villains: Part 2" (The Smile Sessions mezcla mono) (B. Wilson) - 4:18
21. "Vega-Tables" (The Smile Sessions mezcla en estéreo) (B. Wilson, Parks) - 3:46
22. "Wind Chimes" (The Smile Sessions mezcla en estéreo) (B. Wilson) - 3:46
23. "The Elements: Fire (Mrs. O'Leary's Cow)" (The Smile Sessions mezcla mono) (B. Wilson) - 3:39
24. "Cabin Essence" (The Smile Sessions mezcla mono) (B. Wilson, Parks) - 3:33
25. "Heroes and Villains" (mezcla en estéreo de 2012) (B. Wilson, Parks) - 3:39
26. "Wonderful" (mezcla en estéreo de 2012) (B. Wilson, Parks) - 2:22
27. "Country Air" (2012 Stereo Mix) (B. Wilson, Love) - 2:23 ♦
28. "Wild Honey" (mezcla en estéreo de 2012) (B. Wilson, Love) - 2:37

### CD 3 (1967–1971)
1. "Darlin'" (mezcla en estéreo de 2012) (B. Wilson, Love) - 2:12
2. "Let the Wind Blow" (mezcla en estéreo de 2001) (B. Wilson, Love) - 2:35
3. "Meant for You" (versión alterna) (B. Wilson, Love) - 1:50 ♦
4. "Friends" (B. Wilson, C. Wilson, Dennis Wilson, Jardine) - 2:33
5. "Little Bird" (D. Wilson, Steve Kalinich) - 1:59
6. "Busy Doin' Nothin'" (B. Wilson) - 3:06
7. "Sail Plane Song" (mezcla en estéreo de 2012) (B. Wilson) - 2:27 ♦
8. "We're Together Again" (mezcla en estéreo de 2012) (Ron Wilson) - 2:01 ♦
9. Radio Spot "Murray the K" (Mono) - 0:11
10. "Do It Again" (mezcla en estéreo de 2012) (B. Wilson, Love) - 2:21 ♦
11. "Ol' Man River" (sección vocal) (Jerome Kern, Oscar Hammerstein II) - 1:20
12. "Be with Me" (D. Wilson) - 3:09
13. "I Can Hear Music" (Spector/Jeff Barry/Ellie Greenwich) - 2:37
14. "Time To Get Alone" (B. Wilson) - 2:39
15. "I Went to Sleep" (B. Wilson) - 1:38
16. "Can't Wait Too Long" (A Cappella) (B. Wilson) - 0:51
17. "Break Away" (versión alternativa) (B. Wilson, Murry Wilson) - 3:12
18. "Celebrate the News" (D. Wilson) - 3:07
19. "Cotton Fields (The Cotton Song)" (versión de sencillo, mezcla en estéreo de 2001) (Huddie Ledbetter) - 3:15
20. "Susie Cincinnati" (mezcla de 2012) (Jardine) - 3:05 ♦
21. "Good Time" (B. Wilson, Jardine) - 2:51
22. "Slip On Through" (D. Wilson) - 2:18
23. "Add Some Music to Your Day" (B. Wilson, Love, Joe Knott) - 3:34
24. "This Whole World" (B. Wilson) - 1:59
25. "Forever" (D. Wilson, Gregg Jakobson) - 2:44
26. "It's About Time" (D. Wilson, C. Wilson, Jardine, Bob Burchman) - 2:57
27. "Soulful Old Man Sunshine" (B. Wilson, Rick Henn) - 3:28
28. "Fallin' in Love" (mezcla en estéreo de 2009) (D. Wilson) - 3:02
29. "Sound of Free" (versión de sencillo en mono) (D. Wilson, Love) - 2:26
30. "'Til I Die" (B. Wilson) - 2:32
31. "Surf's Up" (1971 versión del álbum) (B. Wilson, Parks) - 4:12

### CD 4 (1971–1979)
1. "Don't Go Near the Water" (Love, Jardine) - 2:40
2. "Disney Girls (1957)" (Bruce Johnston) - 4:06
3. "Feel Flows" (C. Wilson, Jack Rieley) - 4:45
4. "(Wouldn't It Be Nice To) Live Again" (D. Wilson, Stan Shapiro) - 4:41 ♦
5. "Marcella" (B. Wilson, Rieley, Tandyn Almer) - 3:52
6. "All This Is That" (Jardine, C. Wilson, Love) - 3:59
7. "Sail On, Sailor" (B. Wilson, Parks, Rieley, Almer, Ray Kennedy) - 3:18
8. "The Trader" (C. Wilson, Rieley) - 5:04
9. "California Saga: California" (versión de sencillo) (Jardine) - 3:22
10. "Rock and Roll Music" (mezcla de 2012 con verso extra)(Berry) - 3:10 ♦
11. "It's OK" (mezcla alternativa) (B. Wilson, Love) - 2:11 ♦
12. "Had to Phone Ya" (B. Wilson, Love) - 1:46
13. "Let Us Go on This Way" (B. Wilson, Love) - 1:59
14. "I'll Bet He's Nice" (B. Wilson) - 2:36
15. "Solar System" (B. Wilson) - 2:49
16. "The Night Was So Young" (B. Wilson) - 2:16
17. "It's Over Now" (mezcla alternativa) (B. Wilson) - 2:45 ♦
18. "Come Go with Me" (Clarence Quick) - 2:08
19. "California Feelin'" (B. Wilson, Kalinich) - 2:54 ♦
20. "Brian's Back" (Alternate Mix) (Love) - 2:56 ♦
21. "Good Timin'" (B. Wilson, C. Wilson) - 2:14
22. "Angel Come Home" (C. Wilson, Geoffrey Cushing-Murray) - 3:39
23. "Baby Blue" (D. Wilson, Jakobson, Karen Lamm) 3:23
24. "It's a Beautiful Day" (edición de sencillo) (mezcla de 2012) (Jardine, Love) - 3:29 ♦
25. "Goin' to the Beach" (Love) - 2:23 ♦

### CD 5

#### (1980–2012)
1. "Goin' On" (B. Wilson, Love) - 3:02
2. "Why Don't They Let Us Fall In Love" (Spector, Barry, Greenwich) - 3:15 ♦
3. "Da Doo Ron Ron" (Spector, Barry, Greenwich) - 1:53 ♦
4. "Getcha Back" (Love, Terry Melcher) - 3:00
5. "California Dreamin'" (John Phillips, Michelle Phillips) - 3:24
6. "Kokomo" (Love, Phillips, Melcher, Scott McKenzie) - 3:38
7. "Soul Searchin'" (B. Wilson, Andy Paley) - 3:59 ♦
8. "You're Still a Mystery" (B. Wilson, Paley) - 3:20 ♦
9. "That's Why God Made The Radio" (B. Wilson, Joe Thomas, Larry Millas, Jim Peterik) - 3:19
10. "Isn't It Time" (versión de sencillo) (B. Wilson, Love, Thomas, Millas, Peterik) - 3:44

#### The Beach Boys Live
1. "Runaway" (Chicago 1965, con Concert Promo Intro - Mono) (Del Shannon, Max Crook) - 2:53 ♦
2. "You're So Good to Me" (París 1966 - Mono) (B. Wilson, Love) - 2:16 ♦
3. "The Letter" (Hawaii ensayo 1967) (Wayne Carson Thompson) - 1:55 ♦
4. "Friends" (Chicago 1968 - Mono) (B. Wilson, C. Wilson, D. Wilson, Jardine) - 2:45 ♦
5. "Little Bird" (Chicago 1968 - Mono) (D. Wilson, Kalinich) - 1:57 ♦
6. "All I Want to Do" (Londres 1968) (D. Wilson, Kalinich) - 2:04 ♦
7. "Help Me, Rhonda" (Nueva Jersey 1972) (B. Wilson, Love) - 4:14 ♦
8. "Wild Honey" (Nueva Jersey 1972) (B. Wilson, Love) - 4:47 ♦
9. "Only with You" (Nueva York 1972) (D. Wilson, Love) - 4:29 ♦
10. "It's About Time" (Chicago 1973) (D. Wilson, C. Wilson, Jardine, Burchman) - 3:38 ♦
11. "I Can Hear Music" (Maryland 1975) (Spector, Barry, Greenwich) - 3:05 ♦
12. "Vegetables" (Nueva York 1993) (B. Wilson, Parks) - 2:22 ♦
13. "Wonderful" (Nueva York 1993) (B. Wilson, Parks) - 2:21 ♦
14. "Sail On, Sailor" (Louisville 1995) (B. Wilson, Parks, Rieley, Almer, Kennedy) - 3:14 ♦
15. "Summer in Paradise" (Londres 1993) (Love, Melcher, Craig Fall) - 4:25 ♦

### CD 6 (de los archivos)
1. Radio Spot (1966 - Mono) - 0:12
2. "Slip On Through" (mezcla a cappella) (D. Wilson) - 2:32 ♦
3. "Don't Worry Baby" (descarte sesión estéreo con voz principal alternativo) (B. Wilson, Christian) - 3:07 ♦
4. "Pom Pom Play Girl" (sesión vocal destacado) (B. Wilson, Usher) - 2:46 ♦
5. "Guess I'm Dumb" (pista instrumental con voces de fondo) (B. Wilson, Russ Titelman) - 2:55 ♦
6. "Sherry She Needs Me" (pista de 1965 con voces de 1976) (B. Wilson, Titelman) - 2:53 ♦
7. "Mona Kana" (pista instrumental) (D. Wilson) - 2:57 ♦
8. "This Whole World" (a cappella) (B. Wilson) - 1:59 ♦
9. "Where Is She?" (B. Wilson) - 2:51 ♦
10. "Had to Phone Ya" (pista instrumental) (B. Wilson) - 1:50 ♦
11. "SMiLE Backing Vocals Montage" (de The Smile Sessions) (B. Wilson) - 8:31
12. "Good Vibrations" (pista de sesión estéreo) (B. Wilson) - 3:50
13. "Be with Me" (Demo) (D. Wilson) - 2:47 ♦
14. "I Believe in Miracles" (sesión vocal) - 0:21 ♦
15. "Why" (pista instrumental) (B. Wilson) - 2:10 ♦
16. "Barnyard Blues" (D. Wilson) - 2:33 ♦
17. "Don't Go Near the Water" (pista instrumental) (Love, Jardine) - 2:46 ♦
18. "You've Lost That Lovin' Feelin'" (Spector, Barry Mann, Cynthia Weil) - 3:55 ♦
19. "Transcendental Meditation" (pista instrumental) (B. Wilson, Jardine) - 1:51 ♦
20. "Our Sweet Love" (voz con cuerdas) (B. Wilson, C. Wilson, Jardine) - 2:39 ♦
21. "Back Home" (versión de 1970) (B. Wilson, Norberg) - 2:22 ♦
22. "California Feelin'" (Demo original) (B. Wilson, Kalinich) - 2:14 ♦
23. "California Girls" (versión de estudio "Lei'd In Hawaii") (B. Wilson, Love) - 2:29 ♦
24. "Help You, Rhonda" (versión de estudio "Lei'd In Hawaii") (B. Wilson, Love) - 2:25 ♦
25. "Surf's Up" (versión de 1967, mezcla de 2012) (B. Wilson, Parks) - 3:48 ♦
26. "My Love Lives On" (D. Wilson, S. Kalinich) - 2:33 ♦
27. Radio Spot (1964 - Mono) - 0:15
28. "Wendy" (BBC -- Live in the Studio 1964 - Mono) (B. Wilson, Love) - 2:14 ♦
29. "When I Grow Up (To Be a Man)" (BBC -- Live in the Studio 1964 - Mono) (B. Wilson, Love) - 2:03 ♦
30. "Hushabye" (BBC -- Live in the Studio 1964 - Mono) (B. Wilson, Love) - 2:40 ♦
31. Carl Wilson: Coda (editado 2013) - 1:25